# Vicente Díaz Amo
Vicente Díaz Amo (Buenos Aires, Argentina; 1947  - Ibídem; 14 de agosto de 1989) fue un empresario, político y productor argentino.

## Carrera
De ascendencia árabe, Vicente Díaz Amo quien se solía definirse a sí mismo como un "exiliado interno", se debutó como productor filmográfico durante la década del '80 alcanzado popularidad con la película El exilio de Gardel (Tangos) en 1986, escrita y dirigida por Pino Solanas, y que tuvo como protagonistas a Marie Laforet, Miguel Ángel Solá, Ana María Picchio y Gabriela Toscano.
En teatro produjo la obra Cierra los ojos querida y hazlo por la patria encabezada por Claudia Lapacó y Edda Díaz, también en el '86.
En televisión trabajó con su productora en una serie de 22 capítulos titulada Maldonado con la autoría de Fernando Castets.
Como político tuvo varias contribuciones económicas con el expresidente de la nación argentina Carlos Menem.
En el mundo de los negocios, fue directivo de cámaras empresarias como CAME y ACARA. Entre otras actividades que tuvo fue el primer editor de la revista Unidos.